# Benjamin Anderson (giocatore di football americano)
Benjamin Anderson (1992 – Hot Springs, 11 giugno 2022) è stato un giocatore di football americano statunitense che ha giocato come quarterback.
Dopo aver giocato per la squadra universitaria dei Arkansas–Pine Bluff Golden Lions ha firmato nel 2016 con i giapponesi Nojima Sagamihara Rise, per poi passare ai Panasonic Impulse.
È morto nel 2022 in un incidente sul Lago Ouachita.